# Aspa
Aspa település Spanyolországban, Lleida tartományban. Aspa Lleida, Artesa de Lleida, Castelldans, El Cogul és Alfés községekkel határos. Lakosainak száma 220 fő (2024).

## Népesség
A település lakosságának változását az alábbi diagram mutatja:
| Lakosok száma | 63   | 651  | 435  | 390  | 256  | 271  | 251  | 215  | 224  | 220  |
|               | 1717 | 1887 | 1936 | 1960 | 1986 | 2004 | 2009 | 2014 | 2019 | 2024 |